# Gwersyllt
Gwersyllt est un village et une communauté du borough de comté de Wrexham, au pays de Galles.

## Géographie
Gwersyllt est situé à 4 km au nord-ouest du centre-ville de Wrexham. La communauté de Gwersyllt comprend aussi les villages de Summerhill (en), Sydallt (en), Rhosrobin (en) et Bradley (en).

## Démographie
Au recensement de 2011, la communauté de Gwersyllt comptait 10 677 habitants.